# Alfonso (Cavite)
Alfonso (Bayan ng Alfonso) är en kommun i Filippinerna. Kommunen ligger på ön Luzon, och tillhör provinsen Cavite. Folkmängden uppgår till 48 567 invånare.

## Barangayer
Alfonso delas in i 32 barangayer.
| - Barangay I (Pob.) - Barangay II (Pob.) - Barangay III (Pob.) - Barangay IV (Pob.) - Barangay V (Pob.) - Amuyong - Buck Estate - Esperanza Ibaba - Kaytitinga I - Luksuhin Ilaya - Luksuhin Ibaba - Mangas I | - Marahan I - Matagbak I - Pajo - Sikat - Sinaliw Malaki - Sinaliw na Munti - Sulsugin - Taywanak Ibaba - Taywanak Ilaya - Upli - Kaysuyo | - Luksuhin Ilaya - Palumlum - Bilog - Esperanza Ilaya - Kaytitinga II - Kaytitinga III - Mangas II - Marahan II - Matagbak II - Santa Teresa |